# Loi relative à l'orientation et à la réussite des étudiants
Cet article court présente un sujet plus développé dans : Plan Étudiants.
Lire en ligne

Loi no 2018-166 du 8 mars 2018 relative à l’orientation et à la réussite des étudiants sur Légifrance

Dans le cadre de la réforme française du « plan Étudiants », la loi du 8 mars 2018 relative à l’orientation et à la réussite des étudiants (ORE) modifie les conditions d’accès aux études universitaires.